# Odile de Vasselot
Odile de Vasselot   (Saumur, 6 de gener de 1922 - 14è districte de París, 21 d'abril de 2025) va ser una combatent de la resistència francesa i una laica consagrada de la comunitat apostòlica de Sant Francesc Xavier. Va ser la fundadora i primera directora de l'institut Sainte-Marie d'Abidjan.

## Biografia
Odile de Vasselot de Régné va néixer el 6 de gener de 1922 a Saumur, filla i neta de militars.

### Activitat a la resistència
El 1940, mentre era al castell familiar a Poitou, va escoltar la crida del general Charles de Gaulle del 18 de juny. El seu pare va ser fet presoner de guerra a Nuremberg. Ella es va unir a la Resistència, primer com a agent d'enllaç per al servei d'intel·ligència Zero, sota el nom en clau de Daniele. Havia d'agafar el tren cada cap de setmana per lliurar el correu i els documents que li subministraven a una bústia a Tolosa.
El 1944, Odile de Vasselot es va incorporar a la xarxa Comète (Cometa). Sota el pseudònim de Jeanne, va ser la responsable d'ajudar a fugir per tren aviadors aliats que havien caigut en països controlats pel Reich. Gràcies a ella, molts aviadors van poder arribar a Espanya i més tard a Anglaterra. L'any 1945 va rebre la medalla de l'Orde de l'Alliberament de França.
Anys més tard, quan li van demanar que parlés sobre la seva experiència com a combatent de la resistència, va impartir nombroses conferències sobre aquest tema, sobretot a escoles. Va escriure les seves memòries de guerra el 1999 i el 2000.

### Activitat docent
Després de l'alliberament de França, Odile de Vasselot va continuar els seus estudis. Va obtenir una llicenciatura en història a la Sorbona i va esdevenir professora d'escola secundària a Sainte-Marie de Neuilly, a un col·legi fundat per Madeleine Daniélou, i després va dirigir el col·legi Sainte-Marie de Passy, prop del Trocadero, que posteriorment havia estat transferit a Rueil-Malmaison i rebatejat com a centre Madeleine-Daniélou. Odile de Vasselot va entrar a la comunitat apostòlica de Sant Francesc Xavier com a laica consagrada el 1947.
Madeleine Daniélou volia crear un col·legi fora de França. Després de considerar el Japó, i més tard el Camerun, la comunitat apostòlica de Sant Francesc Xavier va enviar Odile de Vasselot a la Costa d'Ivori el 1959 per fundar el col·legi Sainte-Marie a Abidjan. Aquest projecte estava en línia amb el desig del president Félix Houphouët-Boigny d'educar les dones ivorianes. El col·legi va obrir les portes el 1962 a Adjamé, després es va traslladar cinc anys més tard, el 1967, a les seves instal·lacions permanents de Cocody i es va convertir en un institut el 1970. Des de l'inici, aquest institut va acollir noies ivorianes i estrangeres. Això va donar a Odile de Vasselot l'oportunitat de tenir contacte freqüent amb personalitats, inclòs el president Félix Houphouët-Boigny, la residència del qual es trobava a prop de l'establiment.

### Jubilació
En tornar a França el 1988, a més d'oferir conferències a les escoles per explicar la seva història durant la guerra, va distribuir àpats a persones necessitades a través del Banc d'Aliments. Després va passar la seva jubilació amb altres monges a París.
El 14 de juliol de 2023, a 101 anys, va ser convidada juntament amb el resistent Henri Becker a la desfilada militar en commemoració de la creació, pel general de Gaulle el 1943, de la medalla de la Resistència Francesa.
El 16 de setembre de 2024, Odile de Vasselot va rebre a l'Elisi, d'Emmanuel Macron, aleshores president de la República Francesa, la condecoració de Gran Oficial de l'Orde Nacional del Mèrit.
Odile de Vasselot va morir a 103 anys, el 21 d'abril de 2025 a París.

## Obres
- Tombés du Ciel: histoire d'une ligne d'évasion (Caiguts del cel: història d'una via d'escapada), autopublicat el 1999, reeditada per Editions du Félin el 2005.
- Sous l'occupation... J'avais 20 ans (Sota l'ocupació... Jo tenia 20 anys), autopublicat, 2000.
- Lycée Sainte-Marie d'Abidjan, Naissance et premières années (Liceu Sainte-Marie d'Abidjan, naixement i primers anys), autopublicat el juny de 2018.